# Отдел по борьбе с хищениями социалистической собственности
Отдел по борьбе с хищениями социалистической собственности (ОБХСС) — отдел, в составе системы органов внутренних дел СССР (милиции) по борьбе с хищениями социалистической собственности в организациях и учреждениях государственной торговли, потребительской, промышленной и индивидуальной кооперации, заготовительных органах и сберкассах, а также по борьбе со взяточничеством и спекуляцией. Существовал в 1937—1946 гг. в составе НКВД СССР, в 1946—1991 гг. — в составе МВД СССР.
Был создан после завершения чрезвычайной кампании по борьбе с хищениями, проведённой по Постановлению ЦИК СНК СССР от 7 августа 1932 года «Об охране имущества государственных предприятий, колхозов и кооперации и укреплении общественной (социалистической) собственности» (т. н. Закон о трёх колосках). Постановление было принято по инициативе Генерального секретаря ЦК ВКП(б) И. В. Сталина  и впервые сформулировало понятие хищения социалистической собственности.
До 2011 году в России подобные функции исполняли отделы по борьбе с экономическими преступлениями (ОБЭП) органов внутренних дел. В 2011 г. после очередной реформы МВД России 2011 года, — Главное управление экономической безопасности и противодействия коррупции (ГУ ЭБ и ПК) и его подразделения на уровне субъектов РФ (управления ЭБ и ПК или оперативно-разыскные части (ОРЧ) ЭБ и ПК) и районном уровне (ОРЧ и Отделы (ЭБ и ПК) или Группы ЭБ и ПК).

## История
16 марта 1937 года приказом наркома внутренних дел СССР Ежова № 0018 в составе Главного управления рабоче-крестьянской милиции НКВД СССР был сформирован отдел по борьбе с хищениями социалистической собственности и спекуляцией (сокр. ОБХСС ГУМ НКВД СССР). На местах также были созданы отделы и отделения БХСС.
Перед ними ставились задачи обеспечения борьбы с хищениями социалистической собственности и спекуляцией. Ранее часть этих задач исполняли Военно-революционный комитет, ВЧК и ОГПУ. В подразделения БХСС принимали только опытных сотрудников уголовного розыска и экономических отделов НКВД.
Задачей сотрудников ОБХСС во время Великой Отечественной войны помимо участия в боевых действиях также являлся контроль за снабжением фронта и оборонной промышленности необходимыми ресурсами.
Также во время Великой Отечественной войны из сотрудников Уголовного Розыска и ОБХСС были сформированы специальные прифронтовые оперативные группы НКВД, созданные для розыска и задержания не успевших эвакуироваться предателей и полицаев, а также для помощи отделам СМЕРШа и органам НКГБ в поиске агентуры противника на освобожденных от противника территориях.
Кроме того, во время Великой Отечественной войны Уголовный Розыск и ОБХСС помимо своих основных обязанностей, активно занимались борьбой с диверсиями, вредительством, мародёрством, паникёрством и дезертирством. Также многие сотрудники Уголовного Розыска и ОБХСС вошли в состав истребительных отрядов, уничтожавших разведывательные группы противника и совершавших диверсии в тылу врага.
После войны ОБХСС стремился свести к минимуму уровень хищения материальных средств, предназначенных для восстановления разрушенных городов и народного хозяйства.
В 1947 году отдел БХСС был реорганизован в Управление БХСС, а с 1979 года стал Главным управлением БХСС.
17 октября 1949 года БХСС, как и Уголовный Розыск и вся Советская милиция из МВД СССР были переданы в Министерство государственной безопасности (МГБ).
В 1950 году согласно приказу МГБ СССР от № 0049 от 19 января 1951 года наименование должности «оперуполномоченный уголовного розыска\ОБХСС» было изменено на «сыщик уголовного розыска\ОБХСС». Этим же приказом были введены должности «старший сыщик, сыщик и младший сыщик уголовного розыска\ОБХСС». Однако в 1954 году приказом МВД СССР № 048 от 30 января 1954 года наименование должности."сыщик уголовного розыска\ОБХСС" было обратно изменено на «оперуполномоченный уголовного розыска\ОБХСС».
В 1970-х годах в советской милиции наименование должности «оперуполномоченный уголовного розыска\ОБХСС» было изменено на «инспектор уголовного розыска\ОБХСС», но в начале 1980-х должности оперативного работника органов милиции было возвращено историческое название.
В феврале 1992 года в составе МВД России ГУ БХСС был заменен Главным управлением по экономическим преступлениям (ГУЭП), а в 1997 году оно было преобразовано в Главное управление по борьбе с экономическими преступлениями (ГУБЭП) МВД РФ. Подразделения ГУБЭП МВД РФ именуются УБЭП и ОБЭП.
С июня 2001 года ГУБЭП МВД РФ входило в состав Службы криминальной милиции МВД России. С 2003 года в структуре МВД начала работу Федеральная служба по экономическим и налоговым преступлениям. А уже с 2005 года после проведения административной реформы она была преобразована в Департамент экономической безопасности (ДЭБ) МВД России.